# Ehrenberg – Die Zeitreise

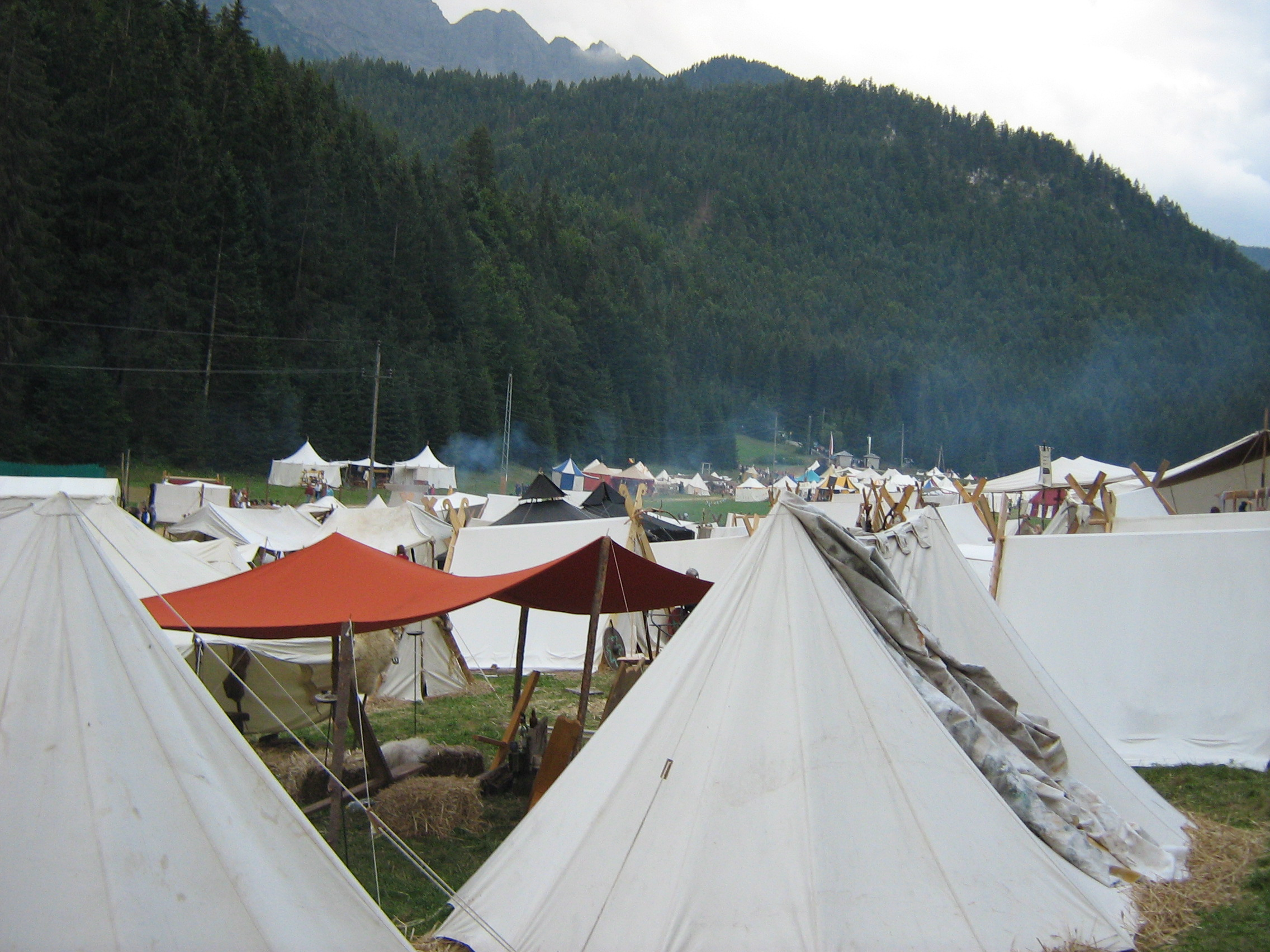
Ein Teil des Lagerplatzes der Darsteller, 2007

Ehrenberg – Die Zeitreise war eine jährliche, dreitägige Mittelalter-Großveranstaltung mit Römer- und Ritterspielen in Reutte, Österreich.
Die Veranstaltung fand alljährlich am letzten Juliwochenende im Gebiet der Ehrenberger Klause unterhalb Burg Ehrenberg, einem Ortsteil der Gemeinde Reutte in Tirol statt. Zum ersten Mal wurde sie vom 23. bis 25. Juli 2004 ausgetragen. Das Event war ursprünglich nur einmalig geplant. Wegen des enormen Besucheransturmes wurde allerdings beschlossen, es in den Folgejahren zu wiederholen. In jedem Jahr wies das Programm Besonderheiten auf. Veranstalter waren seit den Anfängen die Naturparkregion Reutte und die Firma Bavamont.

Getragen wurde die Veranstaltung von zahlreichen Schaustellergruppen. Diese stammten hauptsächlich aus dem deutschsprachigen Raum. Sie stellten verschiedene Kulturen in bestimmten Epochen dar, die im Lauf der Geschichte Einfluss auf Europa hatten. Über 100 Händler verkauften während des Festes mittelalterliche Marktwaren, Speisen und Handwerkskunst. Die Zahl der Mitwirkenden belief sich auf ca. 2.000 – 2.500 Personen. Die Zahl der Besucher wurde 2009 mit etwa 20.000 angegeben.

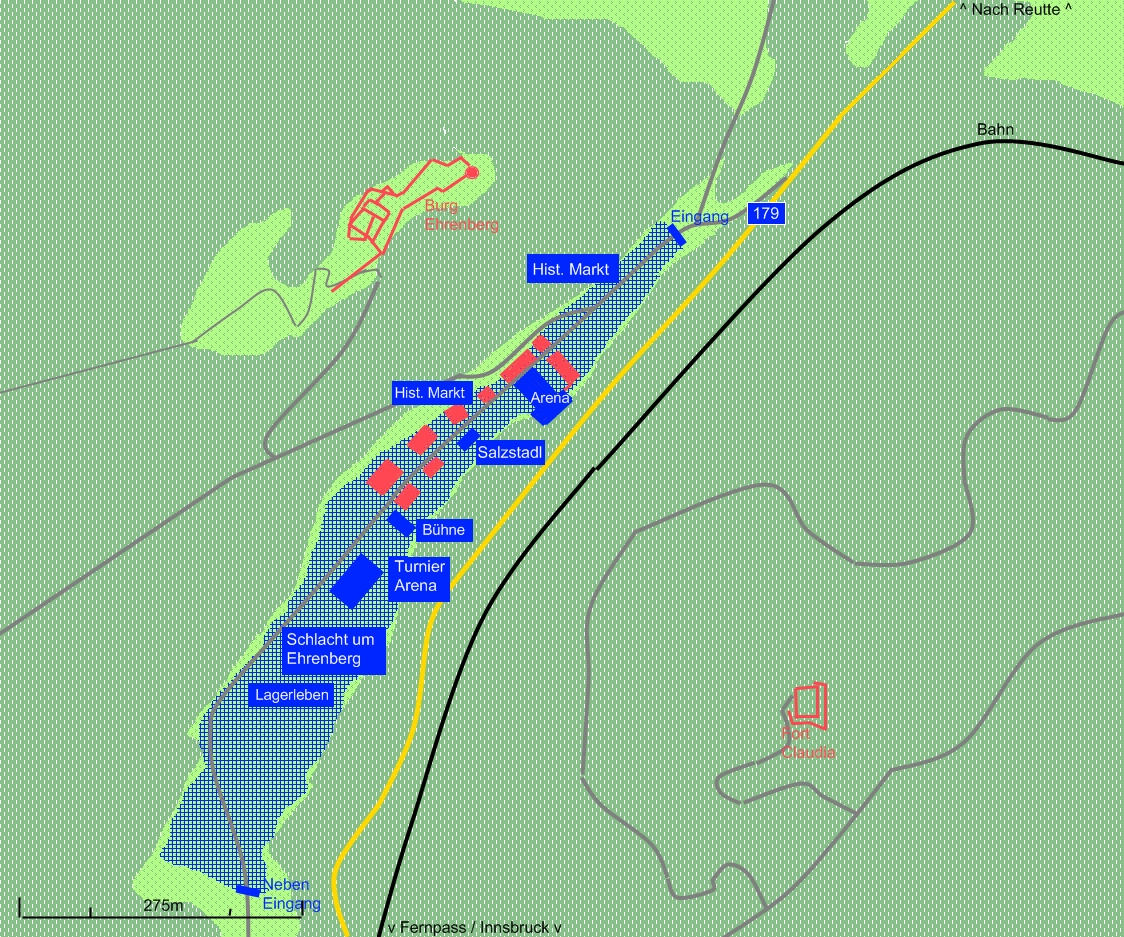
Schematischer Lageplan

## Festgelände

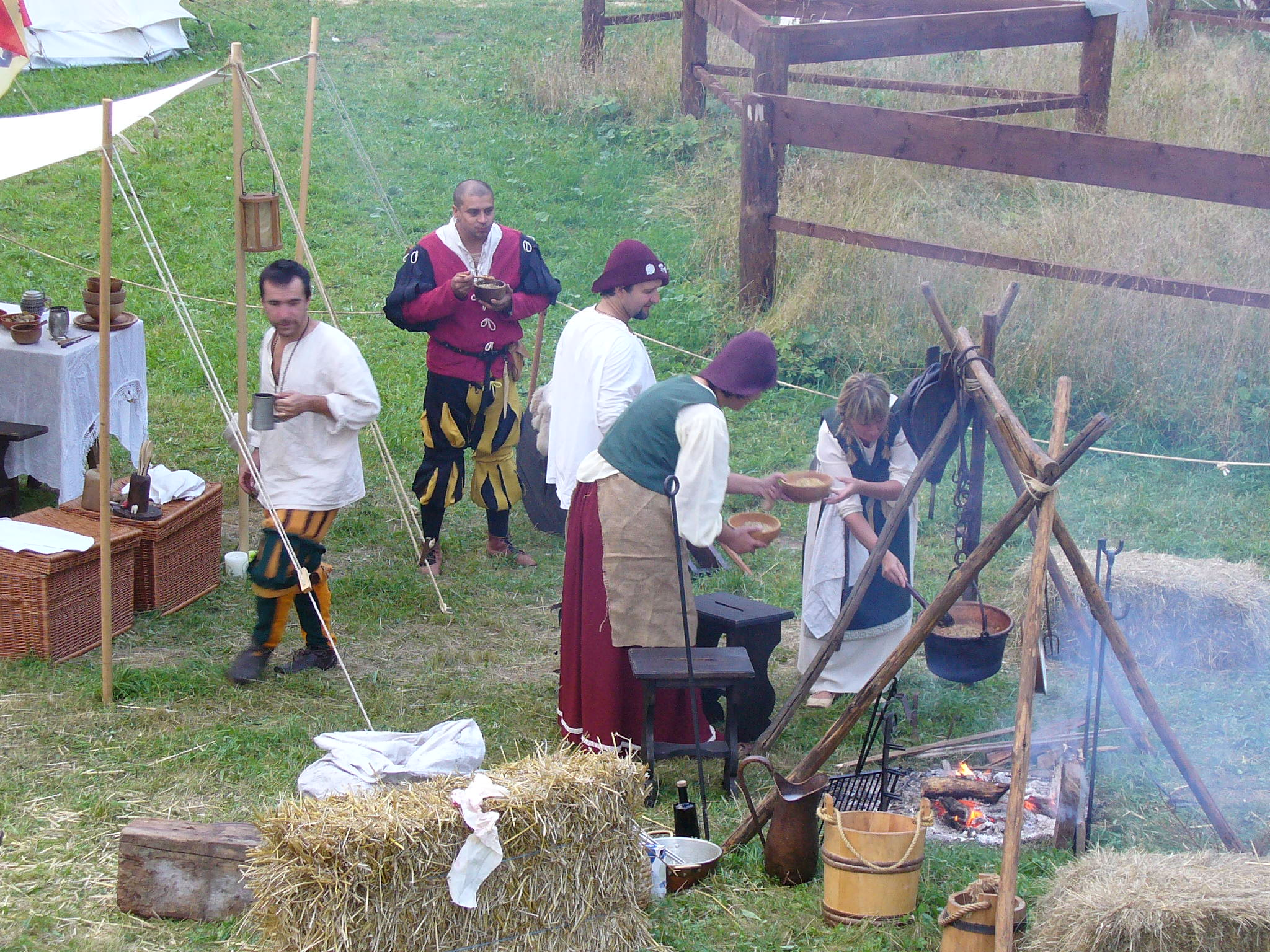
Eine Schaustellergruppe (2007)

Das Festgelände ist etwa einen Kilometer lang. Es erstreckt sich von der Abfahrt Burgenwelt Ehrenberg der Fernpassstraße (B 179) entlang des Katzenbichlbachs talaufwärts auf einer Wiesenfläche rund um die Ehrenberger Klause.
Ehrenbergarena
Die Ehrenbergarena befindet sich in der ehemaligen Klause. Hier wird das Ehrenberg Historical gezeigt, eine Multimedia-Show über die Geschichte der Burganlage von Ehrenberg.
Mittelaltermarkt
Der große Mittelaltermarkt bildet den zentralen Anlaufpunkt der Veranstaltung. Verschiedene Händler offerieren dem Besucher mittelalterlich inspirierte Speisen sowie Handwerkskunst aller Epochen und Kulturen der Alten Welt.
Lagerleben
Hauptsächlich im hinteren Teil des Festgeländes lagern während des gesamten Zeitraumes der Veranstaltung Darsteller und Akteure, die verschiedene Epochen unterschiedlicher Kulturen repräsentieren. Dabei wird versucht, dem Besucher ein Bild über das jeweilige Alltagsleben zu vermitteln. Die einzelnen Gruppen bringen den Besuchern Merkmale der dargestellten Bevölkerung, wie Religion, Geschichte, Waffenkunde und Kleidungsstil näher. Beispiele für die dargestellten Kulturen sind Normannen (Wikinger), Europäisches Ritterwesen, Napoleonische Heere / Neuzeitliche Heere, Orientalische Völker, Römer und Kelten.
Bei der täglichen Ehrenbergparade präsentieren sich die kostümierten Darsteller und Akteure in Form eines prächtigen Umzuges auf dem Festgelände. In der Turnierarena stellt der Herold die einzelnen Gruppen dem Publikum vor.
Turnierarena
In der Turnierarena werden Ritterturniere verschiedener Art abgehalten. Am spektakulärsten ist ein Turnier, das in drei Teile gegliedert ist und so alle drei Veranstaltungstage abdeckt sowie eine Rahmenhandlung aufweist. Es gibt ein Nachtturnier mit reichlich Feuereffekten und Fackelschein.
Mittelalterkonzert
Im Zentrum des Festgeländes ist eine moderne Bühne errichtet, auf der an jedem Abend namhafte Gruppen Musik der Mittelalterszene darbieten.
Schlacht um Ehrenberg
Auf dem Schlachtfeld, direkt neben der großen Zeltstadt (Lagerplatz), findet täglich eine großangelegte Feld- und Kanonenschlacht statt, bei der sämtliche im Schaukampf geübten Landsknechte, Ritter und Kanoniere teilnehmen.
Feuerwerk
Am Samstagabend wird als Abschluss des Tages ein riesiges Höhenfeuerwerk mit einer Dauer von ca. 20 Minuten gezeigt. Es wird von der Burg Ehrenberg aus abgefeuert.